# Europese kampioenschappen kyokushin karate 2011 (IKO Matsushima)
De Europese kampioenschappen kyokushin karate 2011 waren door de International Karate Organisation Matsushima (IKO) georganiseerde kampioenschappen voor kyokushinkai karateka's. De zevende editie van de Europese kampioenschappen vond plaats in het Hongaarse Eger op 5 oktober 2011.

## Resultaten
| Gewichtsklasse | Goud               | Zilver           | Brons                                  |
| Heren          | Heren              | Heren            | Heren                                  |
| -------------- | ------------------ | ---------------- | -------------------------------------- |
| Lichtgewicht   | Imre Gyarmati      | Ildus Alikaev    | Andriy Gavryluk Tamas Keller           |
| Middengewicht  | Viktor Protsenko   | Sergey Doronin   | Konstantin Nikiforov Alexey Feoktistov |
| Zwaargewicht   | Vasif Samedov      | Rasim Samedov    | Flyur Kamelov Pavel Bugayov            |
| Dames          |                    |                  |                                        |
| Lichtgewicht   | Mariya Zhukovskaya | Sajnar Gyoparka  | Angelina Byvsheva Agnieska Moniuszko   |
| Middengewicht  | Maka Keburia       | Lilla Herczeg    | Laurence Laprize Halasi Fruzsina       |
| Zwaargewicht   | Olga Ivanova       | Claudia Szerezla | Barbara Czar                           |